# کاریکاتور

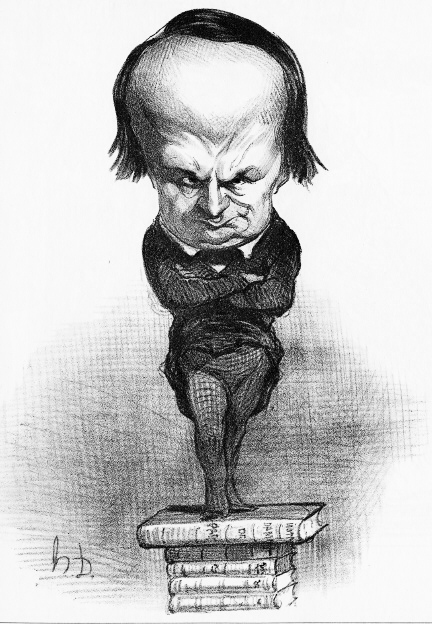
کاریکاتور ویکتور هوگو، اثر اونوره دومیه، ۲۰ ژوئیهٔ ۱۸۴۹

کاریکاتور (از فرانسوی: caricature‎) نوعی نقاشی است که سوژهٔ دلخواه را به صورت مضحک و خنده آوری ترسیم می‌کند. واژهٔ کاریکاتور که اصل آن به زبان ایتالیایی کلمه کاریکاتورا Caricatura است از فعل کاریکاره ایتالیایی، به معنی بار کردن گرفته شده‌است. کاریکاره جریمه‌کردن و توبیخ‌کردن نیز معنی می‌دهد و به نظر می‌رسد که نخستین بار توسط شخصی به نام موسینی در سال ۱۶۴۶ میلادی به کار رفته باشد و او نیز به نوبه خود این واژه را کاراچی، یعنی نقاشی‌های خیابانی بلونیایی هم عصر خویش گرفته باشد. همچنین هانس هولبین (حکاک، چاپگر و نقاش آلمانی) مجموعه ای از آثار حکاکی شده خود را در قرن شانزدهم کاریکاتور نامید. چرا که این نقاشی‌ها همواره دارای عناصری اغراق‌آمیز بودند که سوژه‌ها را مضحکه می‌کردند. همچنین ممکن است که کاریکاتور از واژهٔ کاراتره (caracter) یا کارا اسپانیایی به معنای صورت اخذ شده باشد. عمده‌ترین بخش هر کاریکاتور صورت آن است. فی المثل در صورت‌های کاریکاتوری که آلبرشت دورر و لئوناردو دا وینچی هر دو مستقلاً حدود سال ۱۵۰۰ ترسیم کرده‌اند، صورتهایی با دماغ دراز و چانهٔ دراز مشاهده می‌کردند.

## تاریخچه پیدایش

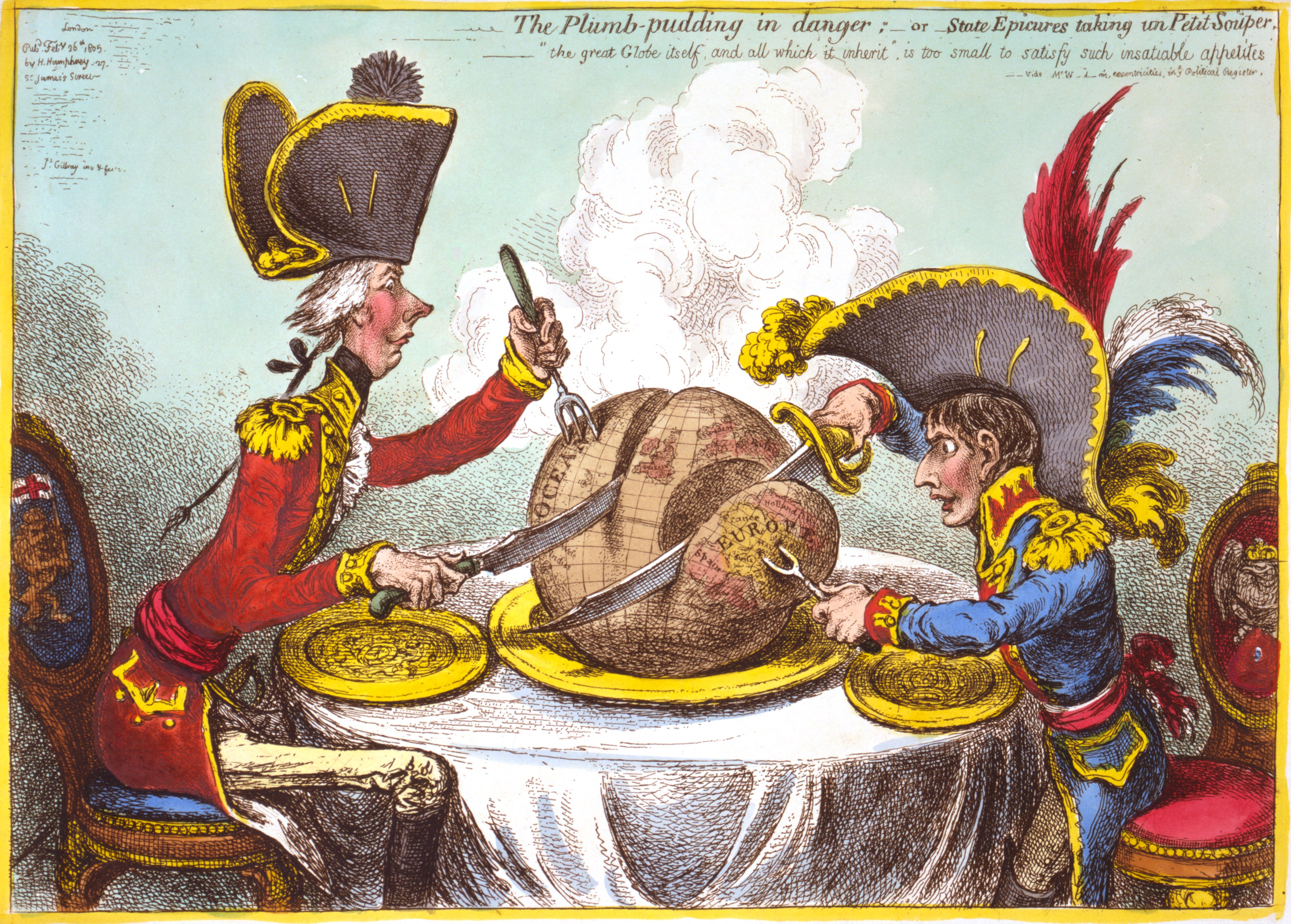
خطر قاچ‌شدن عمودی پودینگِ زمین، یک کاریکاتور سیاسی از سال ۱۸۰۵ (میلادی)، اثر جیمز گیلری که تقسیم‌شدن جهان را بر سر سفرهٔ ضیافت ناپلئون بناپارت، امپراتور فرانسه و ویلیام پیت، نخست‌وزیر امپراتوری بریتانیا را ترسیم و از آن انتقاد می‌کند. از این کاریکاتور به عنوان یکی از معروف‌ترین کاریکاتورهای سیاسی تاریخ یاد می‌شود.

هنر کاریکاتور خیلی پیش از پیدایش روزنامه‌نگاری و حتی اختراع صنعت چاپ در دنیا رواج داشته و در واقع عمری به درازای تاریخ مکتوب انسان دارد. این هنر در عصر باستان شناخته شده و رواج داشته‌است. اولین کاریکاتورهایی که در آن‌ها مسائل سیاسی و اجتماعی مطرح شد، در حفاری‌های شهر پمپی به دست آمده که تقریباً ۱۹۰۰ سال پیش در زیر گدازه‌های آتش‌فشانی پنهان بود. این کاریکاتورها بر روی ستون‌های سنگی کنده شده بود و در معرض دید همگان قرار داده می‌شد. در قرن اخیر اگر چه در نقاشی‌های نقاشان بزرگ قرن ۱۶ میلادی، از قبیل هولباین، بروگل نقشهای کاریکاتور فراوان به چشم می‌خورد، اما سنت کاریکاتور سازی که اساس آن تأکید بر جنبه‌های خنده‌آور اشخاص، موضوع کاریکاتور است. در قرن ۱۷ میلادی به‌دست آگوستینو کاراچی در ایتالیا پایه‌گذاری شد.

## اولین و معروفترین کاریکاتوریست‌ها
آگوستینو کاراچی نقاش ایتالیایی اولین هنرمندی بود که برای سرگرمی خود و دوستانش از چهره واقعی، تصاویر کمیک می‌کشید. کسانی که از کارگاه او دیدن می‌کردند، سوژه‌های تصاویری وی می‌شدند. این بازدید کنندگان چهره خود را به صورت سگ، خوک، قاطر یا حتی پارچ آب و قرص نان می‌دیدند.
معروفترین کاریکاتوریست در قرن ۱۸ میلادی نقاش انگلیسی ویلیام هوگارت بود(۱۷۶۴–۱۶۹۷). هوگارت نمی‌خواست به عنوان یک کاریکاتوریست شناخته شود. در حقیقت کارهای وی بسیار جدی‌تر از کاریکاتورهایی بود که پیش از آن کشیده شده بود. در طرح‌ها و نقاشی‌های وی تمام چیزهای شیطانی و احمقانه در انگلستان آن زمان نشان داده شده‌است. او به ندرت چهره واقعی مردم را می‌کشید، اما شخصیت‌ها در تصاویر وی شامل آدمهای خوب و بد، مستها، مردان و زنان مد پرست هستند. هوگارت هنرمندی بزرگ بود و نشان داد که یک کاریکاتوریست تا چه اندازه می‌تواند پر معنا باشد. دیگر هنرمندان انگلیسی برای نمایش زشتی و حماقت به ویژه در سیاست از شیوه هوگارت پیروی کردند.
اونوره دومیه هنرمند فرانسوی یکی از تاثیرگذارترین‌ و معروف‌ترین کاریکاتوریست‌های قرن ۱۹ که با آموختن شیوه لیتوگرافی و به راه افتادن نشریه کاریکاتور شارل فیلیپون، رونق خاصی به کاریکاتور داد. آثار دومیه کلاسیک‌ترین شیوه پرداخت کاریکاتور است.
از جمله کاریکاتوریست‌های ایرانی به توکا نیستانی و مسعود مهرابی می‌توان اشاره کرد. مسعود مهرابی اولین ایرانی بود که چندین نمایشگاه کاریکاتور در خارج از کشور برگزار کرد و اولین ایرانی بود که جوایز بین‌المللی از جمله مدال نقره جشنواره کاریکاتور ژاپن و مدال برنز برلین را دریافت کرده‌است. او صاحب امتیاز و مدیر مسئول ماهنامه سینمایی فیلم بود.
کاریکاتوریست‌های مشهور دیگر عبارتند از:
- توماس رولندسون (۱۸۲۷–۱۷۵۶)
- جیمز گیلری (۱۸۱۵–۱۷۵۷)
- جورج کرویک شانک (۱۸۷۸–۱۷۹۲)
- دیوید لوین
- گیرمو موردیلو

## انواع کاریکاتور
کاریکاتور از نظر شکل و طراحی پنج نوع است که عبارتند از:
1. کاریکاتور ساده: در این کاریکاتور طراح، تناسب اعضای بدن انسان و اشیا را تغییر می‌دهد.
2. کاریکاتور هجایی: این طرح‌ها کاریکاتورهایی هستند که ضمن تغییر عیب جو و ریشخندکننده نیز هستند. در کاریکاتورهای سیاسی، بیشتر از این طرح‌ها استفاده می‌شود.
3. طرح‌های کمیک: معمولاً ژورنالیستها، صفحه فکاهی خود را از این طرح‌ها پر می‌کنند. هدف اصلی این طرحها بیشتر خنداندن خوانندگان روزنامه یا مجله است و طراح، اهداف تزیینی یا اجتماعی را دنبال نمی‌کنند.
4. طرح‌های ساده: نقش اصلی و اساسی آن انتقاد و تفسیر کارها و فعالیت‌های روزانه در روزنامه و مجلات است.
5. طرح‌های فانتزی: این طرح‌ها هم کم و بیش کمیک هستند اما تخیل در آن‌ها نقش اساسی دارد.

## نگارخانه

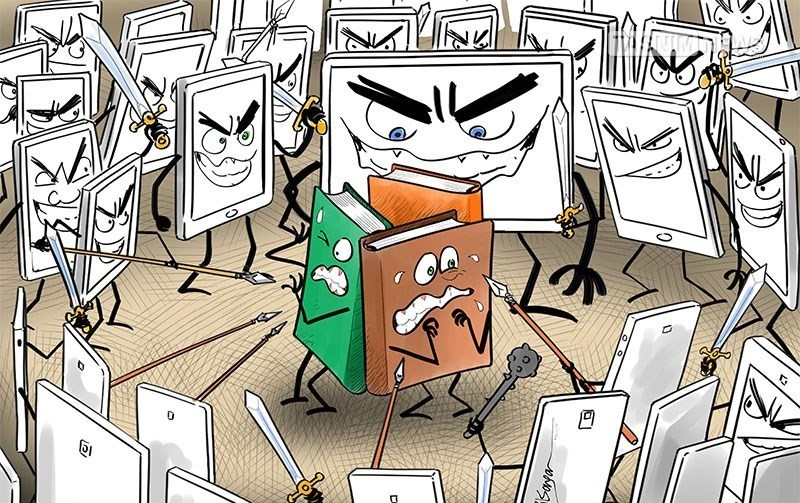
کتاب در محاصرهٔ گوشی‌های هوشمند
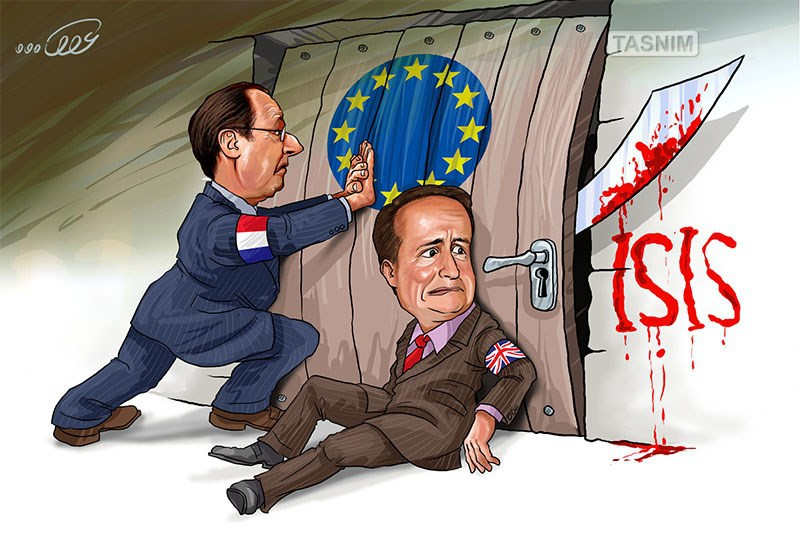
بازگشت تروریست‌ها به خانه
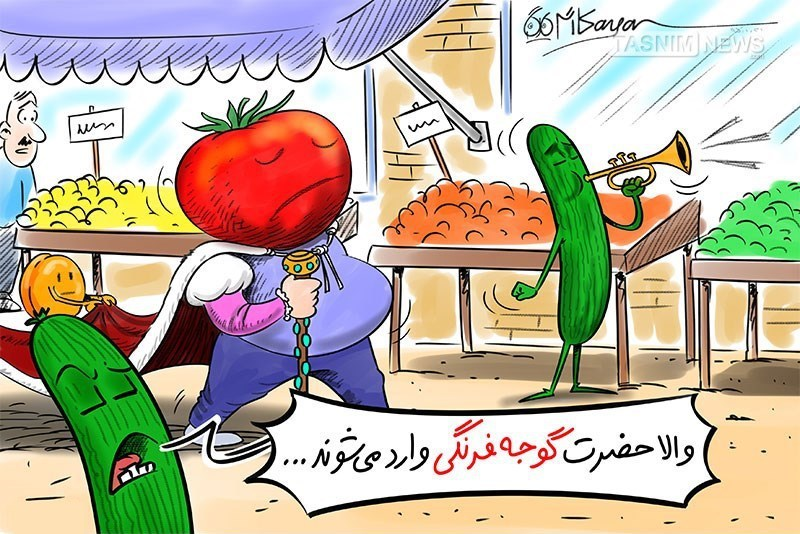
گرانی گوجه
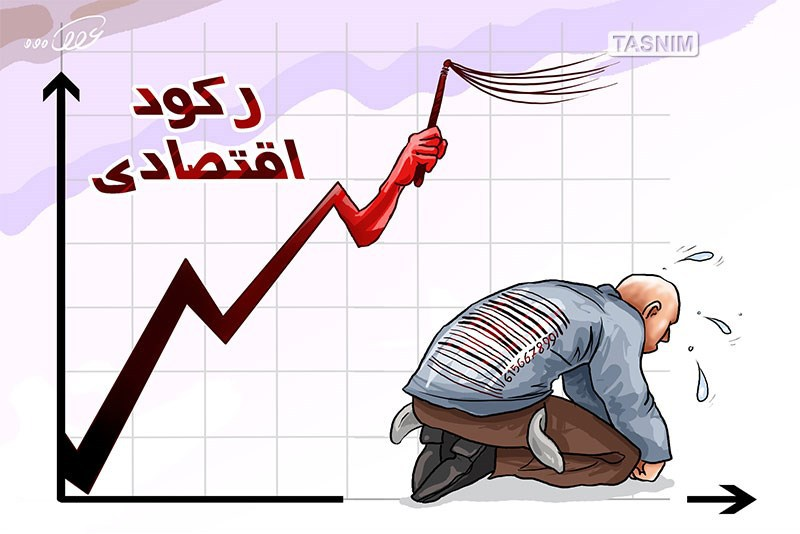
رکود اقتصادی